# Montpelier (Ohio)
Montpelier ist ein Village im Williams County, Ohio, Vereinigte Staaten. Bei der Volkszählung 2000 lebten hier 4320 Menschen.

## Geographie
Der Ort liegt etwa 16 Kilometer nördlich der County-Hauptstadt Bryan in einer Flussschleife des St. Joseph River. Der Ohio-Turnpike-Highway verläuft unmittelbar nördlich.

## Geschichte
Montpelier wurde 1845 von John K. Bryner and Jesse Tucker gegründet. Die Gründer benannten den Ort nach Montpelier, der Hauptstadt des Staates Vermont. Die frühen Jahre waren durch Rivalität der neuen Siedlung mit dem benachbarten Bryan geprägt. Nach Gründung des Defiance County lag Montpelier näher am geographischen Mittelpunkt des Williams County und bemühte sich deswegen in den Jahren 1850, 1853 und 1857, den Sitz der County-Verwaltung an sich zu ziehen. Der Streit wurde erst 1888 endgültig zugunsten Bryans entschieden. Den Status eines Village bekam Montpelier im Jahr 1874 zugesprochen.
Aufschwung stellte sich ein, als Montpelier Anschluss an das Schienennetz gelang. Bereits um 1870 gab es Pläne, den Ort an das Netz der Chicago & Canada Southern Railroad anzuschließen, die jedoch nicht realisiert wurden. 1880 eröffnete die Gesellschaft Detroit, Butler & St. Louis Railroad (später Wabash Railroad, heute Norfolk Southern Railway), eine Verbindung nach Montpelier, 1881 erbaute sie das erste Depot. Zehn Jahre später hatte sich die Bevölkerungszahl bereits verdreifacht. 1901 eröffnete die Gesellschaft eine Linie von Montpelier nach Toledo, und ab 1907 verlagerte sie ihre Büros von Ashley, Indiana, in den kleinen Ort. Die Bahn wurde zum größten Arbeitgeber und bestimmendem Wirtschaftsfaktor: 1936 beschäftigte die Gesellschaft in Montpellier 400 Personen. Bis in die 1970er Jahre blieb Montpelier ein Eisenbahnstädtchen, dann schlug sich auch hier der Niedergang der Bahn nieder. Der Personenverkehr wurde 1971 eingestellt, das historische Depot wurde Anfang der 1980er Jahre abgerissen. Die Linie von Maumee nach Montpelier wurde 1991 eingestellt.

## Kultur und Bildung
Im Ort gibt es zwei Grundschulen und eine High School. Ferner ist hier das Williams County Community Theatre und das County-Museum angesiedelt.

## Persönlichkeiten
- Paul Siple (1908–1968), Antarktisforscher und Geograph, wurde hier geboren.
- Art Smith (1890–1926), Kunstflieger, starb 1926 bei einem Flugunfall in der Nähe von Montpelier.[2]
- Zach Roerig (* 1985), Schauspieler, wurde hier geboren.